# 1942 au théâtre
| Années du théâtre : 1939 - 1940 - 1941 - 1942 - 1943 - 1944 - 1945    |
| Décennies du théâtre : 1910 - 1920 - 1930 - 1940 - 1950 - 1960 - 1970 |

Cet article présente les faits marquants de l'année 1942 au théâtre.

## Pièces de théâtre représentées
- 23 mai : N'écoutez pas Mesdames de Sacha Guitry, Théâtre de la Madeleine
- 8 décembre : La Reine morte d'Henry de Montherlant, Comédie-Française (création)

## Décès
- 21 juillet : Georges Berr (°1867)